# Ekvationssystem

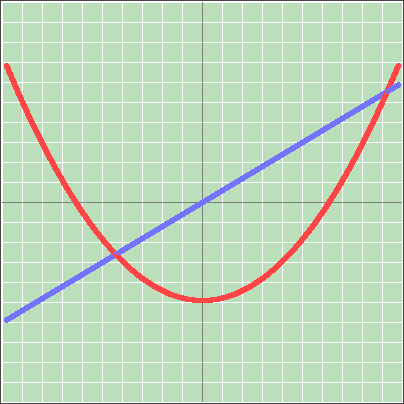
Ett ekvationssystem med två lösningar

Ett ekvationssystem är en mängd av ekvationer av flera variabler. Lösningarna till ekvationssystemet är alla uppsättningar av värden av variablerna som satisfierar alla ekvationer i systemet.

## Exempel
Bestäm skärningspunkterna för linjerna {\displaystyle x+y=1\,} och {\displaystyle x-y=1\,}, med andra ord, sök en lösning till ekvationssystemet
{\displaystyle {\begin{cases}&x+y=1\quad (A)\\&x-y=1\quad (B)\end{cases}}}
Första steget är att reducera de två ekvationerna med de två obekanta till en ekvation som endast innehåller en obekant. Detta kan göras genom att skriva om ekvation (B) till
{\displaystyle y=x-1.\,}
Genom att sätta in detta värde på y i ekvation (A) övergår ekvation (A) till
{\displaystyle x+(x-1)=1\,}
Denna ekvation har lösningen {\displaystyle x=1.} Då {\displaystyle y=x-1,} följer att {\displaystyle y=0.}
Det finns därför bara en skärningspunkt för de två linjerna A och B: den punkt vars x-koordinat är x = 1 och vars y-koordinat är y = 0.

## Allmänna ekvationssystem
Givet m stycken funktioner där varje funktion beror av n stycken variabler:
{\displaystyle f_{1}(x_{1},x_{2},\cdots ,x_{n})\quad \dots \quad f_{m}(x_{1},x_{2},\cdots ,x_{n}).}
Varje ekvation 
{\displaystyle f_{k}(x_{1},x_{2},\dots ,x_{n})=0}
beskriver en hyperyta i det n-dimensionella Euklidiska rummet
{\displaystyle \mathbb {R} ^{n}}.
En yta är ett tvådimensionellt objekt medan en hyperyta är en yta av godtycklig dimensionalitet.
Om det finns lösningar till ekvationssystemet
{\displaystyle {\begin{cases}f_{1}(x_{1},x_{2},\dots ,x_{n})&=0\\&\vdots \\f_{m}(x_{1},x_{2},\dots ,x_{n})&=0\end{cases}}}
så är dessa de punkter i det n-dimensionella rummet som ligger på samtliga m stycken hyperytor. (Systemet har endast lösningar om hyperytorna möts i minst en punkt.)
Innehåller ekvationssystemet färre ekvationer än variabler, det vill säga om m < n, så är systemet underbestämt. Det kan då fortfarande vara lösbart, men lösningen blir inte entydig. Lösningen kan till exempel vara alla tal på en kurva eller linje.
Innehåller systemet fler oberoende ekvationer än variabler, det vill säga om m > n, är systemet överbestämt och är oftast olösbart. Överbestämda ekvationssystem är vanliga inom forskningen, då man behandlar mätdata som innehåller slumpmässiga mätfel.

## Linjära ekvationssystem
Den enklaste formen av ekvationssystem består av linjära funktioner:
{\displaystyle f_{k}(x_{1},x_{2},\dots ,x_{n})=a_{k1}x_{1}+a_{k2}x_{2}+\cdots +a_{kn}x_{n}-b_{k};\quad k=1,2,3,\cdots ,m}
Var och en av de m ekvationerna
{\displaystyle f_{k}(x_{1},x_{2},\dots ,x_{n})=0;\quad k=1,2,\cdots ,m}
beskriver ett plan i det n-dimensionella rummet: 
{\displaystyle a_{k1}x_{1}+a_{k2}x_{2}+\cdots +a_{kn}x_{n}=b_{k}}
Det linjära ekvationssystemet
{\displaystyle {\begin{cases}a_{11}x_{1}+a_{12}x_{2}+\cdots +a_{1n}x_{n}&=b_{1}\\a_{21}x_{1}+a_{22}x_{2}+\cdots +a_{2n}x_{n}&=b_{2}\\\quad \vdots &\vdots \\a_{m1}x_{1}+a_{m2}x_{2}+\cdots +a_{mn}x_{n}&=b_{m}\end{cases}}}
beskriver skärningspunkterna mellan de m planen. 
En förutsättning för en unik lösning till ekvationssystemet är att det finns lika många icke-parallella plan som det finns variabler i ekvationerna, det vill säga att m = n. 
Ekvationssystemet kan i matrisform skrivas som 
{\displaystyle \underbrace {\begin{pmatrix}a_{11}&a_{12}&\cdots &a_{1n}\\a_{21}&a_{22}&\cdots &a_{2n}\\\vdots &\vdots &\ddots &\vdots \\a_{m1}&a_{m2}&\cdots &a_{mn}\end{pmatrix}} _{A}\underbrace {\begin{pmatrix}x_{1}\\x_{2}\\\vdots \\x_{n}\end{pmatrix}} _{x}=\underbrace {\begin{pmatrix}b_{1}\\b_{2}\\\vdots \\b_{m}\end{pmatrix}} _{b}.}
eller mera kortfattat
{\displaystyle Ax=b\,}
Om A är en inverterbar matris med inversen {\displaystyle A^{-1}\,}, kan lösningen till ekvationssystemet skrivas 
{\displaystyle x=A^{-1}\,b}
För att detta skall vara möjligt måste matrisen A vara kvadratisk, det vill säga matrisen måste ha lika många rader (m) som kolumner (n). Dessutom får dess nollrum, N(A), endast innehålla nollvektorn {\displaystyle \mathbf {0} }; nollrummet till matrisen A består av de vektorer som är lösningar till ekvationssystemet {\displaystyle Ax=\mathbf {0} \,}:
{\displaystyle N(A)=\{x:Ax=0\}\,}
Nollrummet N(A) innehåller endast nollvektorn om, och endast om, determinanten till matrisen A inte är noll:
{\displaystyle N(A)=\{0\}\quad \Longleftrightarrow \quad det(A)\neq 0}
där det(A) betecknar determinanten av matrisen A. 
Sammanfattningsvis:
Varje kvadratisk matris, A, kan associeras med ett speciellt tal, det(A). Det linjära ekvationssystemet Ax = b har en unik lösning om, och endast om, detta tal inte är noll.